# 남산교회 (서초구)
남산교회(南山敎會)는 대한민국의 감리교 교회이다. 기독교대한감리회 소속이며 서울 서초구 반포4동에 있다.
1945년에 일본 제국이 태평양 전쟁에서 패배한 뒤 일본인들이 버리고 떠난 서울 중구 회현동의 욱정교회를 독립운동가이며 감리교 목회자인 이규갑이 인수했다. 소군정 하의 평양에서 월남한 평양 최초의 감리교 교회 남산현교회 교인들이 주축이 되었고, 남산현교회 목사였던 이윤영이 이규갑과 함께 이 자리에 남산교회를 설립했다. 남산터널 공사로 인해 1980년에 당시 서울 강남구였던 현 부지로 이전했다.
능곡남산교회, 안성남산교회, 평택남산교회 등 여러 교회가 남산교회에서 분립되었다. 한국 최초로 여성 목사 안수를 받은 전밀라가 전도사로 재직한 곳이기도 하다. 교회의 표어는 "오직 성령으로 충만함을 받으라!"이다.

## 연혁
남산교회는 평양에 위치했던 대표적인 감리교회 <남산현교회> 교인들을 중심으로 광복 직후인 1945년 12월 2일 서울시 회현동에서 설립되었다.
- 1945년 : 11월 30일 이규갑 목사에 의해 일본기독교단 욱정교회 인수
- 1945년 : 12월 2일 남산교회 설립 (서울시 중구 회현동 2가 2번지)
- 1951년 : <부산대교교회> 설립
- 1976년 : 서울특별시 도시계획에 따라 회현동교회 철거, 군경 유자녀원 강당을 임대하여 임시 예배당으로 사용
- 1977년 : <독산동 벧엘교회> 설립
- 1981년 : 교회부속 남산유치원 인가
- 1997년 : <능곡남산교회> 설립
- 1999년 :  <노쩨모누교회> 설립
- 2002년 : 인도네시아 <루북 사카타교회> 봉헌, <안성 남산교회> 설립,
- 2003년 : <온양 한올교회> 설립, 인도네시아 <페마탕푸드교회> 봉헌, 인도 <빤뿔교회> 봉헌
- 2004년 : 토고 <아보라베교회> 봉헌
- 2004년 : <평택남산교회> 설립
- 2015년 : <남산 리빙스턴교회> 설립

## 참고 자료
- 김혜은 (2006년 4월 12일). “'말씀의 상비약' 지니고 전진하는 성도들 - 남산교회 10년간 101일 성경통독 및 암송 새벽기도”. 기독교타임즈. 2008년 5월 31일에 확인함.[깨진 링크(과거 내용 찾기)]